# Il negozio al corso
Il negozio al corso è un film del 1965 diretto da Ján Kadár e Elmar Klos, vincitore dell'Oscar al miglior film straniero.
È stato presentato in concorso al 18º Festival di Cannes.

## Trama
Nel 1942, durante la guerra, la Repubblica Slovacca, stato-satellite della Germania nazista, aveva dato inizio all'"arianizzazione" degli ebrei: a seguito di ciò gli esercizi commerciali di proprietà ebraica avrebbero dovuto essere gestiti da un amministratore di razza cosiddetta ariana, che avrebbe usufruito degli utili.
In tal modo il falegname Anton Brtko, detto "Tóno", era stato assegnato alla gestione del negozio di merceria della vedova Lautmann, posto sul corso principale della piccola cittadina slovacca, e come tale foriero di lauti guadagni, che avrebbero contribuito a sollevare le finanze dei non abbienti Brtko e signora.
Ma il negozio della signora Lautmann si dimostra non essere per nulla redditizio: si viene infatti a sapere che la vedova stessa vive unicamente grazie al contributo assistenziale erogato dalla comunità ebraica locale. È la stessa comunità, per di più, che finisce col pagare uno stipendio a Tóno in cambio dell'assistenza che egli presta all'anziana signora – ed in effetti fra i due nasce un rapporto di amicizia e reciproca collaborazione - : in ogni caso Tóno si trova a guadagnare più di quando esercitava il suo mestiere di falegname.
Ma dopo l'arianizzazione viene la deportazione. Nella piazza principale del paese, proprio accanto alla merceria, - sotto ad un enorme grottesco monumento, appena costruito, inneggiante al regime - si svolge l'adunata coatta della popolazione ebrea destinata all'istradamento verso i campi di concentramento. Tóno vuole trarre in salvo la signora Lautmann, ma nello stesso tempo teme per la propria sorte in quanto "amico degli ebrei" (figura che veniva perseguitata dal regime).
La tremenda tensione che si accumula durante il rastrellamento avrà effetti esiziali – per motivi diversi – sia per la vedova Lautmann che per Tóno.

## Riconoscimenti
- 1966 - Premio Oscar
  - Miglior film straniero (Cecoslovacchia)
- 1967 - Premio Oscar
  - Candidatura Migliore attrice protagonista a Ida Kamińska
- 1967 - Golden Globe
  - Candidatura Miglior attrice in un film drammatico a Ida Kamińska
- 1965 - Festival di Cannes
  - Menzione speciale a Ján Kadár e Elmar Klos
  - Candidatura Palma d'oro a Ján Kadár e Elmar Klos
- 1967 - Kansas City Film Critics Circle Awards
  - Miglior film straniero (Cecoslovacchia)